# Karnowo (przystanek kolejowy)
Karnowo – dawny wąskotorowy przystanek osobowy Bydgosko-Wyrzyskich Kolei Dojazdowych w Karnowie, w gminie Nakło nad Notecią, w powiecie nakielskim, w województwie kujawsko-pomorskim. Został oddany do użytku w dniu 20 lipca 1895 roku razem z linią kolejową od stacji Nakło Wąskotorowe do stacji Kasprowo. Linia ta została zamknięta dla ruchu pasażerskiego w 1991 roku, a dla ruchu towarowego w 1994 roku.